# サイダ市営スタジアム
サイダ国際スタジアム（アラビア語: إستاد صيدا الدولي、英: Saida International Stadium）は、レバノンの都市サイダにある多目的スタジアムである。

## 概要
サイダ市営スタジアムの跡地に建設された。収容人数は22,600人。主にサッカーの試合に用いられる。レバノン・プレミアリーグに所属するアル・アハリ・サイダがホームスタジアムとして使用する他、サッカーレバノン代表のホームスタジアムとしても利用される。また、AFCアジアカップ2000の会場としても使用された。
スタジアムは海岸のすぐそばに建設され、世界で最も海岸に近いスタジアムとして有名である。